# Успенская церковь (Маньковичи)
Успенская церковь (бел. Успенская царква) — православный храм в агрогородке Маньковичи Витебской области Белоруссии. Относится к Поставскому благочинному округу Полоцкой и Глубокской епархии. Памятник архитектуры в новорусском стиле. Церковь построена в 1871 году.

## Речь Посполитая
15 июля 1657 года Апполония Огинская (в первом браке — Пац, во втором браке — Зенович) завещает своему сыну трокскому воеводе Иерониму Пацу похоронить ее в церкви Успения Пресвятой Богородицы в своем имении Маньковичи по обряду греческой набожной веры. Во время русско-польской войны 1654—1667 гг. церковь была разрушена. 

## Российская империя
В 1855 году начали строить каменную православную церковь, недалеко от прежней деревянной. На работы отправляли крепостных крестьян из близлежащих деревень. Камни для стен поднимались лошадями с помощью широких лесов. Гвозди изготовлял кузнец Вертинский. Князь Владимир Игнатьевич Друцкий-Любецкий ввыделил церкви 35 гектар земли.
В 1871 году храм был торжественно освящен во имя Успения Пресвятой Богородицы.

В 1893 Извеков Н. в книге «Статистическое описание православных приходов Литовской епархии» описывает православный приход в Поставах следующим образом:
«Маньковичский — Мядельского благочиния. Церковь утварью достаточна. Земли 159 десятин. Причтовые помещения имеются, при чем дом псаломщика ветхий, а хозяйственные пристройки при доме священника составляют его собственность. Есть 1 кладбищенская церковь, скудная утварью. Дворов 443. Прихожан мужского пола 1753 и женского 1670».
В книге «Материалы по истории и географии Дисненского и Вилейского уездов Виленской губернии» (Витебск, 1896) сообщается, что в 40 метрах от церкви находится еще одна деревянная церковь Всех скорбящих радости и в половине версты от церкви — кладбище, где церковь во имя Косьмы и Дамиана, переделанная из костела в 1865 г." По воспоминаниям местных жителей, старая деревянная церковь располагалась на месте участка Антона Ефимовича Дунца. Ее продали в деревню Юшковичи (по другим сведениям — в деревню Зани), где она в скором времени сгорела. На месте, где была когда-то церковь, нахрдится металический крест и надгробный камень, где похоронен некий служитель церкви по фамилии Грицкевич. Остатки деревянной церкви-часовни во имя Козьмы и Дамиана (стены длинной 713 см и шириной 287 см) и сейчас находятся на современном деревенском кладбище.
В церкви в различное время настоятелями были Миркович, Макаревич, Спрогис, Синев.
Из воспоминаний белорусского писателя Владимира Дубовки:
«Был у нас поп, отец Михаил Миркович. Да не обычный: за свои заслуги перед „верой, царем и отечеством“ получил он награду — архиерейскую митру, головной убор, который надевается во время церковной службы. Награда была золотая и украшена драгоценными камнями-самоцветами. От них излучались такие переливы, такой блеск, что прямо удивительно было смотреть. Эта митра давала гордость всей нашей церкви, всему приходу, это значит району. Что там иконы святых! Все они как-то померкли, потускнели. Смотреть на митру приходили люди из соседних приходов. А маньковцы им говорили: — Что ваш поп! Лысый пень какой-то! А наш — митрой покрыт! Более ушлые высказывали мнение, правда, тихо, что митра досталась отцу Михаилу не просто так, не за красивые глаза. Говорили, что будто тогда, когда обращали униатов в православных, запрещали молиться в церквях на белорусском, так отец Михаил самый первый пошел на поклон к царскому архиерею и еще других помогал настраивать на черносотенный путь. И если не самое главное, посодействовал многим упрямым попам-униатам переехать в Сибирь. На каком бы языке ни молился отец Михаил, но стриг он своих божьих овец старательно. После смерти он, давний вдовец, оставил своим замужним дочерям по пятнадцать тысяч золотом в банке. А ещё осталось имущество. Одного рогатого скота — тридцать голов да шкафы, столы, да различная хозяйственная мелочь… Всё его имущество продавали с аукциона…»

## Польская Республика
Сохранилась анкета от 25 марта 1946 г. с биографическими сведениями Ивана Андреевича Спрогиса. Родился будущий священник 6 июня 1891 г. в д. Засвирь, Свирской волости (отец — латыш, мать — полька). С 15.08.1904 по 15.06.1914 г. учился в Духовной семинарии г. Рига, получил специальность священника и учителя ниже-сред. учебных заведений по I разряду.
1914-1915 гг. — псаломщик Глубокской церкви Виленской епархии (м. Глубокое, Полоцкой обл.) и учитель 2-классного народного училища.
1915-1916 гг. — учитель церковно-приходской школы в с. Тербуны Елецкого уезда Орловского Епархиального учительского совета.
1916-1921 гг. — настоятель Порплищской церкви Виленской епархии (с. Порплище, Полоцкой обл.).
1918 — 1921 гг. — помощник Мядельского благочинного.
1921- 1928 гг. — настоятель Маньковичской церкви (с. Маньковичи, Поставского района).
1926-1928 гг. — помощник Поставского благочинного Виленской епархии.
1928 — 1960 гг. — настоятель Княгининской церкви (с. Княгинин Кривичского района) и Долгиновский благочинный.

## Вторая мировая война
В ноябре 1943 года здание церкви было сожжено. Однако жители местечка смогли вынести из церкви наиболее ценные иконы и церковные книги.
В тяжелое военное время настоятелем церкви был протоиерей Иван Синев. После пожара, в летние месяцы богослужение проходило в небольшой церки на кладбище и в каменных стенах сожженной церкви. В зимнее время служба проходила в деревне Русины, куда переехал жить священник.

## БССР
В послевоенное время никто не спешил восстанавливать церковь, так как это требовало больших материальных затрат.
В 1950 году здание было частично отремонтировано местным колхозом для своих нужд. Из осиновой щепы была сделана крыша, оконные проемы были заложены бревнами. Здание использовалось для хранения зерна. Позднее в нем разводили кроликов. до 1969 года. Потом здание было заброшено.
В 1950 году по предложению отца Иоанна было решено построить молитвенный дом. На его строительство верующие собрали 180 пудов жита. За это жито в деревне Кубарки у И. Л. Палякевича был куплен деревянный сруб. Молитвенный дом имел сходство с обычным жилым домом и разделялся на две половины: в одной половине проходили службы, во второй — жил священник отец Георгий Соколов. К тому времени отец Иоан Синев вышел в заштат.
В 1965 году по решению местных властей молитвенный дом был закрыт. Имущество согласно описи было передано в Свято-Николаевский собор в городе Поставы. В Поставы перешел служить и отец Георгий. Здание молитвенного дома было передано Маньковичской восьмилетней школе.
В 1976 году из здания бывшего молитвенного дома был построен дом для учителей в деревне Лукашово.

## Возрождение
В 1989 году на колокольне Свято-Николаевского собора были установлены три колокола Маньковичской церкви, которые долгое время хранил у себя в сарае житель Маньковичей Антон Ефимович Дунец.
В 1989 году по инициативе поставского батюшки Николая Коляды, при поддержке местного колхоза «Знамя Победы» и местных верующих началось восстановление церкви в Маньковичах.
29 августа 1991 года прошло торжественное освящение восстановленного храма. Из Поставского собора было возвращено церковное имущество. Торжества по освящению церкви возглавлял настоятель Покровского кафедрального собора в Витебске протоиерей Николай Коляда, инициатор возрождения церкви.

## Архитектура
Церковь построена из бутового камня. Ретроспективно-русский стиль.